# Altenburschla
Altenburschla dans le nord de la Hesse dans la Werra-Meißner-Kreis, depuis la réforme territoriale en 1972 un quartier de la ville de Wanfried, est une station de renommée nationale. Le centre se compose de Altenburschla historique bien conservés maisons à colombages. La ville a reçu la médaille d'or et d'argent que les gagnants provinciaux et nationaux dans la compétition «Notre village est beau» dans les années 1959 à 1973.

## Géographie
Altenburschla est situé sur la B 250 entre Wanfried et Treffurt / Thuringe. Le quartier des frontières Wanfried-Altenburschla sur l'État libre de Thuringe. District voisin de Thuringe est le Wartburgkreis

## Histoire
Altenburschla a été mentionné en premier lieu documentée 813. L'église du village a été construit en 1362 après une rénovation en 1564 une tour. Dans les guerres des temps modernes, le lieu a été en raison de sa situation frontalière occupé à plusieurs reprises par les troupes de passage et saccagé. En raison de la démarcation de la frontière intérieure allemande après  Seconde Guerre mondiale a été le lieu jusqu'en 1990 dans le Zonenrandgebiet es.
Son village vert dans le centre de la Chose en pierre et des installations résultant cour est entourée par le consistoire de 1688, l'église, auberge de village, le centre communautaire du village avec un jardin d'enfants et de maison d'hôtes.

## Jumelage
Altenburschla est jumelée avec Villeneuve-les-Sablons dans le département de l'Oise en France.